# Aegus insipidus
Aegus insipidus es una especie de coleóptero de la familia Lucanidae.

## Subespecies
- Aegus insipidus insipidus Thomson, 1862

= Aegus insipidus batanduaensis Nagai in Mizunuma & Nagai, 1994
- Aegus insipidus sangirensis Nagai in Mizunuma & Nagai, 1994

## Distribución geográfica
Habita en Célebes, islas Sangihe y Batandua (Indonesia).